# Sein größter Dreh
Sein größter Dreh ist ein französisch-italienisches Filmdrama aus dem Jahre 1963 mit Hardy Krüger und Emmanuelle Riva in den Hauptrollen. Die Geschichte basiert auf dem Roman The Big Bite von Charles Williams.

## Handlung
Der talentierte Profifußballspieler Frank Willes wird in einen Verkehrsunfall verwickelt, bei dem er einige Verletzungen erfährt. Der Verursacher ist ein gewisse Monsieur Grandval, der sich offensichtlich, so scheint es, in selbstmörderischer Weise in das Fahrzeug Franks gebohrt hat. Willes, der aufgrund der Verletzungen eine Zeitlang auf dem Spielfeld ausfällt, sieht in dem Unfall eine Möglichkeit, Profit aus der Misere zu ziehen und wegen Verdienstausfalls über die Versicherung des Unfallverursachers an eine schöne Geldsumme zu kommen. Um die ganze Angelegenheit zu beschleunigen, beginnt Frank nach zu kurzer Rekonvaleszenzzeit erneut auf dem Platz zu spielen, sodass er, nunmehr ernsthaft verletzt, für sehr lange Zeit ausfällt. Da der die Untersuchung leitende Versicherungsvertreter Franks Absichten bald durchschaut, gibt es nun überhaupt kein Geld mehr. Der Versicherungsagent findet aber auch heraus, dass das Fahrzeugs Grandvals manipuliert wurde und Madame Grandval einen Liebhaber hat – gleich zwei Gründe, um Zweifel an einen Zufall beim Verkehrsunfall zu hegen. Um Madame das Handwerk zu legen, schlägt der Versicherungsdetektiv Frank vor, die Dame mit seinem Wissen zu erpressen. Doch bald steht Frank allein da, denn sein Partner in Crime wird ermordet. Willes, nun ganz ohne jedes Einkommen dastehend, meint, notfalls auch im Alleingang die Witwe Grandval erpressen zu sollen.
Ganz offensichtlich, so vermutet Frank, der im Lauf der Zeit auch privates Interesse an Clémence Grandval entwickelt, steckt ihr Liebhaber hinter der Schurkerei, und so versucht er, die attraktive Witwe aus den Fängen dieses Mannes zu entreißen. Er schlägt ihr vor, für ein paar Turtel-Tage in ein Hotel nach Etretat, das er angeblich zu kaufen beabsichtigt, zu verreisen. Hier versucht Clémence, ihn aus ziemlich berechnenden Motiven zu verführen, und es gelingt ihr auch teilweise. Doch Frank ahnt nicht, dass seine Madame mit Tricks und doppelten Böden spielt. Frank wurde in eine Falle gelockt, und plötzlich wird er mit Clémences Liebhaber konfrontiert, der Franks Absichten durchschaut hatte. Der Mann bedroht Frank mit einer Pistole, um ihn festzuhalten. Willes gelingt es jedoch, sein Gegenüber zu entwaffnen und zu töten. Clémence, die Frank zu linken versuchte, fleht um Gnade, doch noch einmal will er sich nicht austricksen lassen. Willes nimmt den Rest der Erpressungssumme an sich und lässt Clémence zurück. Da es einen Brief gibt, der Clémence bezüglich der Manipulation am Auto ihres toten Gatten schwer belastet und nahe liegt, dass sie mit ihrer Tat in den Besitz der hohen Lebensversicherung des verblichenen Gatten kommen wollte, sieht sie keine Chance mehr für sich und wirft sich vor einen herannahenden Laster.

## Produktionsnotizen
Sein größter Dreh entstand 1963 und feierte am 7. April 1964 seine Deutschland-Premiere. In Frankreich lief der Film erst zweieinhalb Monate später an.

## Kritiken
Im Filmdienst heißt es: „Geschickt konstruierter, aber reichlich konventionell inszenierter Thriller mit melodramatischen Zügen, der jedoch im Verlauf der Geschichte merklich an Spannung verliert.“